# McCalman Peak
McCalman Peak är en bergstopp i Antarktis. Den ligger i Västantarktis. Argentina, Chile och Storbritannien gör anspråk på området. Toppen på McCalman Peak är 550 meter över havet.
Terrängen runt McCalman Peak är huvudsakligen kuperad, men den allra närmaste omgivningen är platt. Havet är nära McCalman Peak åt sydost. Trakten är obefolkad. Det finns inga samhällen i närheten. 